# Строне (Лімановський повіт)
Строне (пол. Stronie) — село в Польщі, у гміні Луковиця Лімановського повіту Малопольського воєводства.
Населення — 1024 особи (2011).
У 1975-1998 роках село належало до Новосондецького воєводства.

## Демографія
Демографічна структура станом на 31 березня 2011 року:
|          | Загалом | Допрацездатний вік | Працездатний вік | Постпрацездатний вік |
| -------- | ------- | ------------------ | ---------------- | -------------------- |
| Чоловіки | 526     | 135                | 348              | 43                   |
| Жінки    | 498     | 123                | 282              | 93                   |
| Разом    | 1024    | 258                | 630              | 136                  |